# Hospital Centro de Salud (Tucumán)
El Hospital Centro de Salud Zenón Santillán es un hospital público de tercer nivel de alta complejidad y polivalente perteneciente al Sistema Provincial de Salud (SIPROSA). Se ubica en la ciudad de San Miguel de Tucumán, Provincia de Tucumán, Argentina; entre las calles Marcos Paz, Balcarce, Santa Fe y avenida Avellaneda. También funge como Hospital Terminal al ser considerado un Centro de Derivación de Patologías Complejas en el Noroeste Argentino.

## Historia
Originalmente el nosocomio se llamaba Hospital San Miguel, siendo inaugurado en 1900 como un centro monovalente de pacientes mujeres. Este se ubicaba entre las calles Catamarca, Mendoza y San Martín; ya que en el sitio del presente centro de salud se hallaba el Gimnasio 24 de septiembre abierto en 1899.
En 1910 el hospital fue renombrado en honor a Zenón Santillán, quien fuera intendente de San Miguel de Tucumán durante su apertura. En 1950 comenzó la construcción del actual hospital, siendo inaugurado en su solar actual el 18 de agosto de 1962 por el gobernador Celestino Gelsi. El nosocomio fue obra de los arquitectos Eduardo Sacriste y Oscar Fernández Sabaté.

## Especialidades
El Hospital Centro de Salud cuenta con diversas especialidades en su haber:
| - Clínica Médica - Cardiología - Alergia - Dermatología - Ginecología - Endocrinología - Reumatología - Psiquiatría - Psicología - Obstetricia - Oftalmología - Pediatría - Gastroenterología | - Parasitología - Oncología - Urología - Neumonología - Neurología - Nutrición - Cirugía General - Cirugía Cardiovascular - Cirugía Torácica - Traumatología | - Otorrinolaringología - Nefrología - Hematología - Medicina Laboral - Hepatología - Infectología - Mastología - Neurocirugía - Flebología - Coloproctología - Cirugía - Cirugía Gastrointestinal |

Además, también posee servicios de diagnóstico y tratamiento como laboratorios, estudios médicos, kinesiología, endoscopias, mamografías, servicios de oncología, entre otros.